# Eric Bokanga Musau
Pour les articles homonymes, voir Musau (homonymie).
Eric Bokanga Musau, né le 9 octobre 1988 à Kinshasa, est un footballeur congolais. Il évolue au poste d'attaquant à l'AS Vita Club.

## Biographie
Évoluant jusque-là au JAC Trésor et au Benfica de Luanda puis à l'AS Vita Club, il rejoint le Standard de Liège lors du mercato estival pour la saison 2010/2011.
Après avoir explosé dans son pays et suivi par de grands clubs européens, le Standard de Liège décide de l'acheter à son club, l'AS Vita Club. Après avoir passé des tests concluants Il était aussi suivi par l'AJ Auxerre. Alors que le joueur aurait dû être loué à l'AS Vita Club, il est donc transféré à titre définitif pour une somme avoisinant les 60 000 $US. Le joueur congolais y signe un contrat de deux ans en faveur du club liégeois avec une année supplémentaire en option. Malheureusement, cette aventure tourne a l'échec, le joueur étant soyvent blessé et n'arrivant pas a s'adapter au style de jeu européen, son temps de jeu diminue et n'est plus appelé en sélection. Il résilie son contrat en janvier 2011 et signe au TP Mazembe afin de se relancer,,.
Le 19 janvier 2011, Bokanga et le Standard de Liège se quittent d'un commun accord, Son seul but inscrit pour le compte du Standard de Liège fut inscrit lors d'une victoire 5-1 contre le grand rival du RSC Anderlecht au Stade de Sclessin.